# Alfred Vonderweid

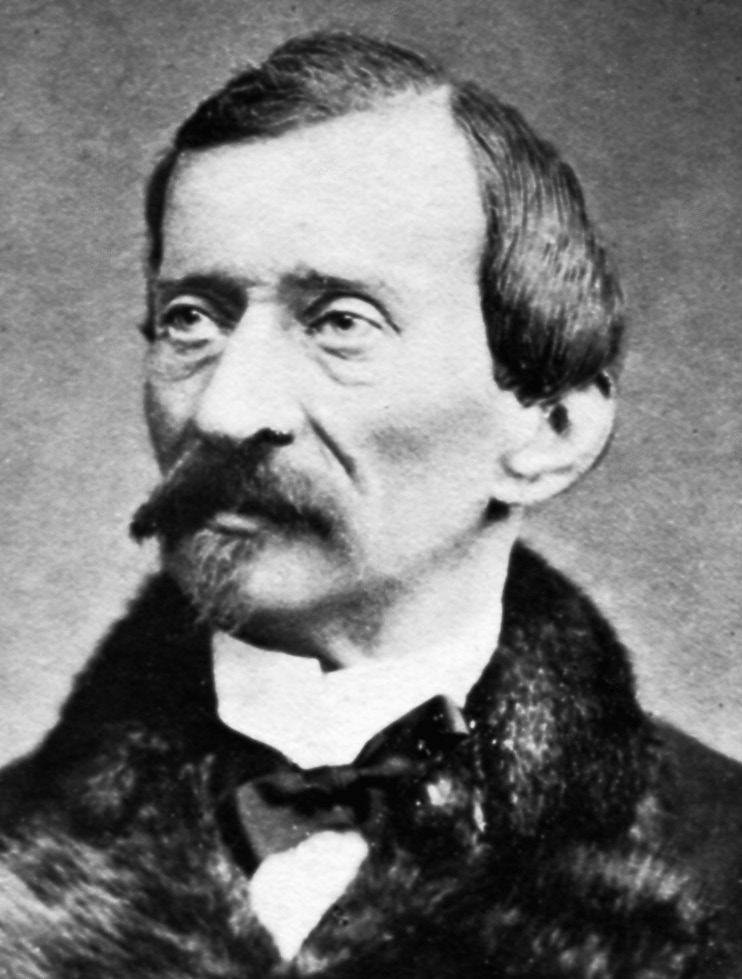
Alfred Vonderweid

Alfred Vonderweid (* 10. Oktober 1804 in Fribourg; † 30. März 1881 ebenda) war ein Schweizer Politiker. Er vertrat den Kanton Freiburg von 1854 bis 1872 im Nationalrat. Von 1855 bis 1865 gehörte er dem Freiburger Staatsrat (Exekutive) an.

## Biografie
Vonderweid entstammte einer angesehenen Freiburger Patrizierfamilie. Er war der Sohn des Abgeordneten und Säckelmeisters Jacques-Philippe Vonderweid sowie von Joséphine d’Andlau. Er studierte Rechtswissenschaft an den Universitäten von Freiburg im Breisgau und München. Später heiratete er Julia Valentine de Couessin de Bois-Riou aus französischem Adel. 1840 arbeitete er als Sekretär des Polizeirates, ab 1841 als Schreiber am Kantonsgericht. Ebenso war er von 1841 bis 1845 im eidgenössischen Generalstab. Nachdem er 1846 Staatskanzler des Kantons Freiburg geworden war, wurde Vonderweid im darauffolgenden Jahr nach dem verlorenen Sonderbundskrieg. Als Katholisch-Konservativer war er ein entschiedener Gegner der Radikalliberalen und gehörte dem Komitee an, das im Mai 1852 in Posieux eine gegen die Regierung gerichtete Volksversammlung durchführte.
Vonderweid kandidierte bei der Nationalratswahl 1854 und war im Wahlkreis Freiburg-Nord erfolgreich. Fünfmal in Folge gelang ihm die Wiederwahl, zuletzt 1869. Nach 18 Jahren Parlamentstätigkeit auf nationaler Ebene trat er 1872 zurück. 1855 wurde er im Sensebezirk in den Grossen Rat des Kantons Freiburg gewählt. Im November desselben Jahres wählten die Radikalliberalen sieben aus ihren Reihen in den Staatsrat, worauf zwei Gewählte ihr Mandat nicht annahmen. Die Radikalliberalen benötigten jedoch Unterstützung für ihre Eisenbahnpolitik, weshalb sie mit Hilfe der Liberal-Konservativen stattdessen den Kompromisskandidaten Vonderweid wählten (zusammen mit François-Xavier Bondallaz). Daraufhin übernahm Vonderweid die neu geschaffene Kultusdirektion, und es gelang ihm, mit der Römisch-katholischen Kirche eine Einigung zu erzielen; diese ermöglichte es dem abgesetzten Bischof Étienne Marilley, nach Freiburg zurückzukehren.
1857 wechselte Vonderweid zur Polizei- und Kriegsdirektion des Kantons Freiburg, ab 1861 war er zusätzlich Oberst der Artillerie. Ebenso war er ab 1859 Mitglied des Verwaltungsrates der kantonalen Bahngesellschaft Chemin de fer Lausanne–Fribourg–Berne. In dieser Funktion reiste er mehrmals nach Paris und London, um die Finanzierung der Bahnstrecke sicherzustellen. 1865 trat Vonderweid als Staatsrat zurück, blieb aber bis 1871 Grossrat. Er distanzierte sich zunehmend von den Katholisch-Konservativen und begann die Haltung des Juste Milieu zu vertreten, d. h. er stand weiterhin in Opposition zu den Radikalliberalen, bekämpfte aber auch die ultrakonservativen und ultramontanen Tendenzen in seiner eigenen Partei. Insbesondere trat er für die Totalrevision der Schweizer Bundesverfassung 1872 ein. Von 1865 bis 1874 war Vonderweid Verwaltungsratsmitglied bei der Bahngesellschaft Suisse Occidentale. Als er 1881 das Organisationskomitee für das Eidgenössische Schützenfest präsidierte, starb er im Alter von 77 Jahren.